# Plaques de matrícula d'Ossètia del Sud

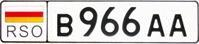
Model actual (des de 2006.)

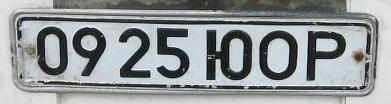
Model antic.

El govern d'Ossètia del Sud que es considera independent de Geòrgia, emet les seves pròpies plaques de matrícula per als vehicles de motor registrats en el territori que controla. El disseny de les plaques es basa en la de les matrícules russes, però les plaques d'Ossètia del Sud no tenen la codificació regional de les plaques russes i la substitueixen per la bandera d'Ossètia del Sud a la part superior esquerra i el codi RSO (Republic of South Ossetia) a sota. Les lletres són en alfabet ciríl·lic, però s'utilitzen només dotze lletres que recorden lletres de l'alfabet llatí: А, В, Е, К, М, Н, О, Р, С, Т, У i Х.
El format és de color blanc amb els dígits negres, i està compost per una lletra, tres xifres i dues lletres més. Els vehicles governamentals utilitzen un format de tres xifres i tres lletres.
El format anterior a 2006 estava compost per quatre xifres seguides per les lletres ЮОР (Юго-Осетинская Республика, nom de la República d'Ossètia del Sud en rus)
Des del 2004, els vehicles amb plaques de Geòrgia estan prohibides a Ossètia del Sud, el mateix que passa amb les plaques de matrícula d'Ossètia del Sud a la resta de Geòrgia.